# Liste der Nummer-eins-Hits in der Slowakei (2010)
Dies ist eine Liste der Nummer-eins-Hits in der Slowakei im Jahr 2010. Sie basiert auf den Auswertungen von IFPI ČR, der nationalen Vertretung der tschechischen Musikindustrie. Grundlage sind die Rádio Top 100 für Singles.

| ← 2009 ← | Liste der Nummer-eins-Hits in der Slowakei (Rádio Top 100) | Liste der Nummer-eins-Hits in der Slowakei (Rádio Top 100) | Liste der Nummer-eins-Hits in der Slowakei (Rádio Top 100)           | 2011 →                                                                  |
| \| Zeitraum \| Wo. ges. \| Interpret \| Titel Autor(en) \| Zusätzliche Informationen \| \| (Zeitraum, Wochen auf Platz eins, Interpret, Titel, Autor[en], zusätzliche Informationen) \| \| \| \| \| \| ----------------------------------------------------------------------------------------- \| -------- \| ------------------------------------------------ \| -------------------------------------------------------------------- \| ----------------------------------------------------------------------- \| \| 51. Woche 2009 – 6. Woche 2010 9 Wochen \| 9 \| Lady Gaga \| Bad Romance RedOne, Lady Gaga \| zweite Nummer-eins-Single von Lady Gaga \| \| 7.–11. Woche 5 Wochen (insgesamt 6) \| 6 \| Kristína \| Horehronie \| Der slowakische Beitrag zum Eurovision Song Contest 2010 \| \| 12. Woche 1 Woche \| 1 \| Keri Hilson \| I Like \| Nummer-eins-Single von Keri Hilson \| \| 13. Woche 1 Woche (insgesamt 6) \| 6 \| Kristína \| Horehronie \| – \| \| 14.–17. Woche 4 Wochen \| 4 \| Edward Maya & Vika Jigulina \| Stereo Love \| Debüt des rumänischen Produzenten und der russisch-rumänischen Sängerin \| \| 18.–28. Woche 11 Wochen \| 11 \| Stromae \| Alors on danse \| Nummer-eins-Single von Stromae \| \| 29.–31. Woche 3 Wochen \| 3 \| David Guetta & Chris Willis feat. Fergie & LMFAO \| Gettin' Over You \| – \| \| 32.–36. Woche 5 Wochen \| 5 \| Yolanda Be Cool & DCUP \| We No Speak Americano \| – \| \| 37.–38. Woche 2 Wochen (insgesamt 3) \| 3 \| Eminem feat. Rihanna \| Love the Way You Lie Marshall Mathers, Alexander Grant, H. Hafferman \| Eminems vierte, Rihannas dritte Nummer eins \| \| 39. Woche 1 Woche \| 1 \| Katy Perry \| Teenage Dream \| – \| \| 40.–41. Woche 2 Wochen \| 2 \| Kristína \| V Sieti Ťa Mám \| – \| \| 42. Woche 1 Woche (insgesamt 3) \| 3 \| Eminem feat. Rihanna \| Love the Way You Lie Marshall Mathers, Alexander Grant, H. Hafferman \| Eminems vierte, Rihannas dritte Nummer eins \| \| 43.–46. Woche 4 Wochen \| 4 \| Rihanna \| Only Girl (In the World) Cristyle Johnson \| Rihannas vierte Nummer eins \| \| 47. Woche 1 Woche \| 1 \| Enrique Iglesias feat. Nicole Scherzinger \| Heartbeat Mark Taylor \| – \| \| 48. Woche 2010 – 6. Woche 2011 11 Wochen \| 11 \| The Black Eyed Peas \| The Time (Dirty Bit) will.i.am, DJ Ammo, \| – \| |                                                            |                                                            |                                                                      |                                                                         |
| ← 2009 |                                                            |                                                            |                                                                      | → 2011 →                                                                |
| Zeitraum | Wo. ges.                                                   | Interpret                                                  | Titel Autor(en)                                                      | Zusätzliche Informationen                                               |
| (Zeitraum, Wochen auf Platz eins, Interpret, Titel, Autor[en], zusätzliche Informationen) |                                                            |                                                            |                                                                      |                                                                         |
| 51. Woche 2009 – 6. Woche 2010 9 Wochen | 9                                                          | Lady Gaga                                                  | Bad Romance RedOne, Lady Gaga                                        | zweite Nummer-eins-Single von Lady Gaga                                 |
| 7.–11. Woche 5 Wochen (insgesamt 6) | 6                                                          | Kristína                                                   | Horehronie                                                           | Der slowakische Beitrag zum Eurovision Song Contest 2010                |
| 12. Woche 1 Woche | 1                                                          | Keri Hilson                                                | I Like                                                               | Nummer-eins-Single von Keri Hilson                                      |
| 13. Woche 1 Woche (insgesamt 6) | 6                                                          | Kristína                                                   | Horehronie                                                           | –                                                                       |
| 14.–17. Woche 4 Wochen | 4                                                          | Edward Maya & Vika Jigulina                                | Stereo Love                                                          | Debüt des rumänischen Produzenten und der russisch-rumänischen Sängerin |
| 18.–28. Woche 11 Wochen | 11                                                         | Stromae                                                    | Alors on danse                                                       | Nummer-eins-Single von Stromae                                          |
| 29.–31. Woche 3 Wochen | 3                                                          | David Guetta & Chris Willis feat. Fergie & LMFAO           | Gettin' Over You                                                     | –                                                                       |
| 32.–36. Woche 5 Wochen | 5                                                          | Yolanda Be Cool & DCUP                                     | We No Speak Americano                                                | –                                                                       |
| 37.–38. Woche 2 Wochen (insgesamt 3) | 3                                                          | Eminem feat. Rihanna                                       | Love the Way You Lie Marshall Mathers, Alexander Grant, H. Hafferman | Eminems vierte, Rihannas dritte Nummer eins                             |
| 39. Woche 1 Woche | 1                                                          | Katy Perry                                                 | Teenage Dream                                                        | –                                                                       |
| 40.–41. Woche 2 Wochen | 2                                                          | Kristína                                                   | V Sieti Ťa Mám                                                       | –                                                                       |
| 42. Woche 1 Woche (insgesamt 3) | 3                                                          | Eminem feat. Rihanna                                       | Love the Way You Lie Marshall Mathers, Alexander Grant, H. Hafferman | Eminems vierte, Rihannas dritte Nummer eins                             |
| 43.–46. Woche 4 Wochen | 4                                                          | Rihanna                                                    | Only Girl (In the World) Cristyle Johnson                            | Rihannas vierte Nummer eins                                             |
| 47. Woche 1 Woche | 1                                                          | Enrique Iglesias feat. Nicole Scherzinger                  | Heartbeat Mark Taylor                                                | –                                                                       |
| 48. Woche 2010 – 6. Woche 2011 11 Wochen | 11                                                         | The Black Eyed Peas                                        | The Time (Dirty Bit) will.i.am, DJ Ammo,                             | –                                                                       |